# 福岡カンツリー倶楽部
福岡カンツリー倶楽部（ふくおかカンツリーくらぶ）は、福岡県福岡市東区大字上和白に広がるゴルフ場である。

## 概要
福岡カンツリー倶楽部は、1926年（大正15年）に開場された「福岡ゴルフ倶楽部 大保コース」が前身で、大刀洗付近に開場された九州初の会員制ゴルフ場だったが、1943年（昭和18年）、戦争により閉鎖になった。
1947年（昭和22年）、福岡ゴルフ倶楽部・大保コースは、二日市の工場跡地に6ホールの「紫カンツリー倶楽部」を開場した。その後、1948年（昭和23年）5月1日、糟屋郡古賀の西鉄所有地に移転、サンドグリーンの9ホールを開場した。現在の「古賀ゴルフ・クラブ」のインコースである。福岡ゴルフ倶楽部 大保コースの経営母体である「福岡ゴルフ土地」は、「古賀ゴルフ土地」と改称され、古賀ゴルフ・クラブに引き継がれた。　
1949年（昭和24年）、米軍の要請もあり福博で、新ゴルフ場の計画が持ち上がり、コース候補地が決まった。
1951年（昭和26年）4月、大成建設株式会社と保田与天（虎太郎）で和白村のコースレイアウトを作成、赤星四郎が現地調査を行い決定した。同年9月1日、経営母体である「株式会社福岡カンツリー倶楽部」は起工式を行った。工事は順調に進んだ、米軍はブルドーザーで応援し、造成工事では福岡刑務所の囚人が動員され、1952年（昭和27年）11月3日、18ホール規模のコースが開場された。
2012年より日本女子プロゴルフ協会（JLPGA）ツアー大会の「ほけんの窓口レディース」が本倶楽部和白コースにて開催されている。
福岡カンツリー倶楽部 和白コースからは、博多湾と和白海岸を見渡すことができる高台に展開する丘陵コースである。

## 所在地
〒811-0216 福岡県福岡市東区大字上和白1318-1番地

## コース情報
- 開場日 - 1952年11月3日
- 設計者 - 保田 与天
- 面積 - 820,000m2（約24.8万坪）
- コースタイプ - 丘陵コース
- コース - 18ホールズ、パー72、6,649ヤード、コースレート72.1
- グリーン - 2グリーン、ベント・コーライ
- プレースタイル - 乗用カート（5人乗り）、自走式、全組キャディ付き
- 練習場 - 17打席 200ヤード
- 休場日 - 毎週月曜日、12月31日、1月1日[3][4]

## クラブ情報
- ハウス面積 - 4,200m2（1,270坪）
- ハウス設計 - 株式会社竹中工務店
- ハウス施工 - 株式会社竹中工務店[3][4]

## ギャラリー
- コース - 「福岡カンツリー倶楽部」、コース紹介
- ハウス - 「福岡カンツリー倶楽部」、施設案内

## 交通アクセス
- 鉄道 - 鹿児島本線（JR九州） - 福工大前駅よりタクシー利用 約5分
- 道路 - 九州自動車道 - 古賀ICより 9km[5][6]

## エピソード
- 1952年（昭和27年）の18ホールの造成工事時では、福岡刑務所の囚人も動員されたが、作業中に2名の囚人が脱走したそうである[6]。
- 『和白30年史』には、赤星四郎がコース設計していたら、もっと素晴らしいコースになっていただろうと、創成期の財源難を嘆く記述がある[6]。
- 大保コースの経営母体、福岡ゴルフ土地は古賀ゴルフ土地と改称、「古賀ゴルフ・クラブ」に引き継がれた。この時点で「大保の嫡流は古賀」と『和白30年史』に記述がある[6]。

## 関連文献
- 『ふるさと飛行 福岡県航空写真集』、「主要ゴルフ場案内福岡カンツリー倶楽部」、福岡 西日本新聞社、1983年10月、2020年10月6日閲覧
- 『ゴルフ場企業決算年鑑』、昭和59年-平成29年版、「（株)福岡カンツリー倶楽部 福岡CC和白」、東京 一季出版、1985-2017年、2020年10月6日閲覧
- 『月刊ゴルフマネジメント』、「福岡カンツリー倶楽部和白コースの建設」、井上勝純著、東京 一季出版、1999年8月、2020年10月6日閲覧
- 『月刊ゴルフマネジメント』、「ゴルフ倶楽部を考える(160)福岡カンツリー倶楽部和白コースの建設」、井上勝純著、東京 一季出版、1999年8月、2020年10月6日閲覧
- 『ゴルフ場ガイド 西版』2006-2007、「福岡カンツリー倶楽部（福岡県）」、東京 ゴルフダイジェスト社、2006年5月、2020年10月6日閲覧
- 『美しい日本のゴルフコース BEAUTIFUL GOLF CULTURE IN JAPAN 日本のゴルフ110年記念 ゴルフは日本の新しい伝統文化である』、ゴルフダイジェスト社「美しい日本のゴルフコース」編纂委員会編、「福岡カンツリー倶楽部　和白コース」、東京 ゴルフダイジェスト社、2013年12月、2020年10月6日閲覧